# Valérie Deloge
Pour les articles homonymes, voir Deloge.
Valérie Deloge, née le 9 mai 1966, est une agricultrice, éleveuse et personnalité politique française.
En 2024, elle est élue députée européenne.

## Biographie
Valérie Deloge est agricultrice et éleveuse dans la commune de La Genête. Elle siège au conseil régional de Bourgogne-Franche-Comté à partir de 2021.
En 2024, elle est en vingtième place sur la liste du RN pour les élections européennes. Elle est élue le 9 juin 2024.